# Ignaców Szlachecki (zniesiona kolonia)
Ignaców Szlachecki – dawna kolonia w Polsce, w województwie łódzkim, w powiecie piotrkowskim, w gminie Łęki Szlacheckie.  Miejscowość zniesiona 1 stycznia 2017.
W latach 1975–1998 miejscowość administracyjnie należała do województwa piotrkowskiego.